# Île de Riou
Pour les articles homonymes, voir Riou.
L'île de Riou est une île française inhabitée, située au sud de Marseille, au large du massif des Calanques ; elle constitue l'extrémité sud de la commune de Marseille.
L’archipel de Riou est la propriété du Conservatoire du littoral ; sa gestion en a été confiée dès 1993 au Conservatoire d'espaces naturels de la région, le CEN PACA. Ancienne réserve naturelle nationale créée en août 2003, l'archipel de Riou a intégré en 2012 le parc national des Calanques qui en assure la gestion.

## Géographie

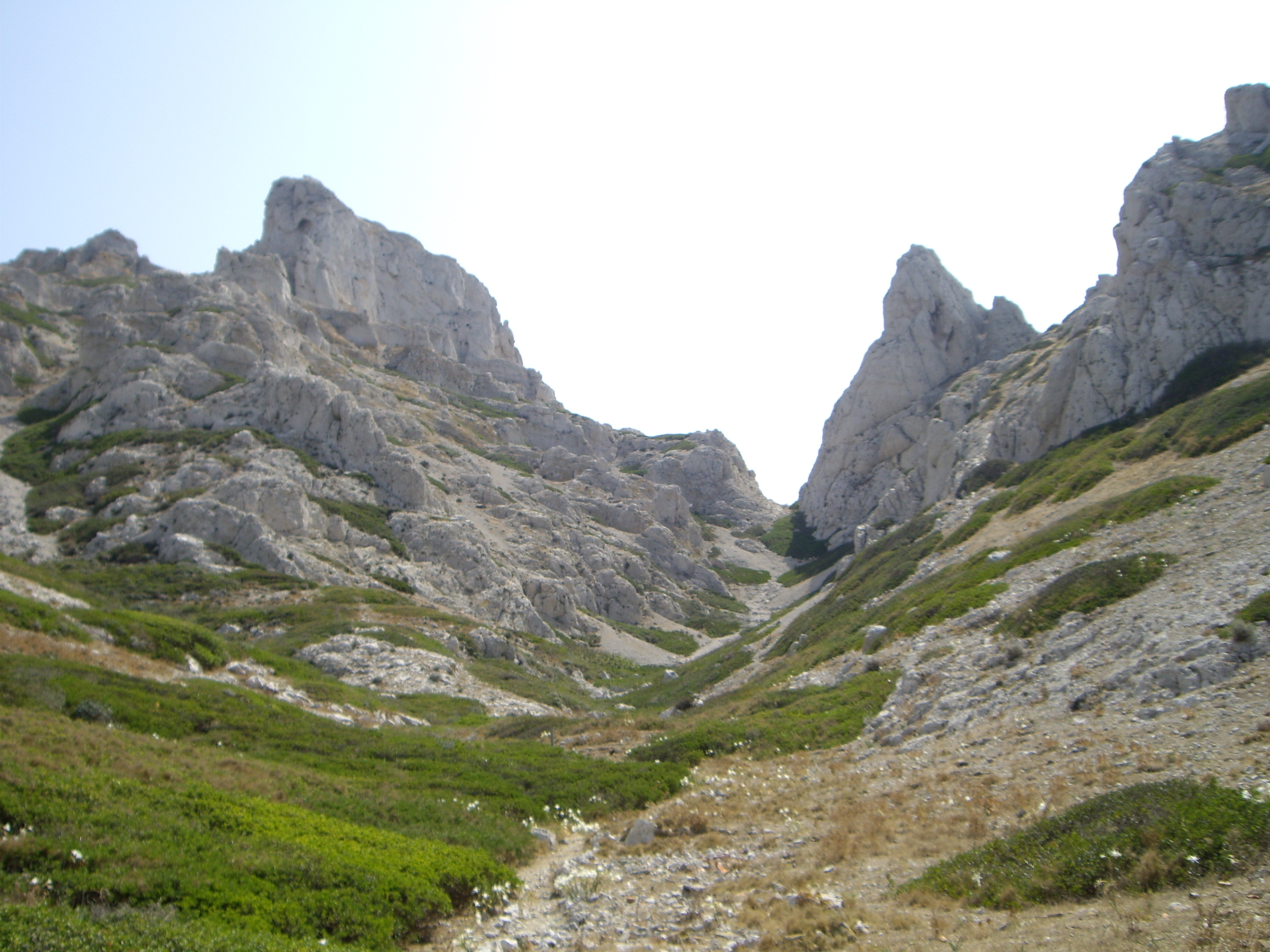
Depuis le côté nord de l'île, le chemin menant au col de la Culatte.

Elle mesure environ 2 km de long sur 500 m de large. Son point culminant est à 191,4 m. Elle fait partie de l'archipel de Riou dont elle est la plus grande île.

## Histoire du site
Riou connait une première occupation au Néolithique, vers -5600 comme en témoignent les débris de poteries, les outils (meule, hache) et les coquillages retrouvées dans le vallon de la Sablière. Avec un niveau de mer inférieur de 20 mètres, l'actuel archipel formait une presqu'île que les hommes atteignaient en marchant.
Durant l'Antiquité, l'île de Riou est fréquentée par des marins ligures, étrusques et enfin massaliotes, comme l'attestent des poteries retrouvées dans les sablières et le « puits des chèvres » (-700 à -350). L'île aurait aussi servi de campement pour la pêche au thon vers -50/50.
Elle a servi de poste de surveillance des côtes avec une mention remontant à 1295 et elle fut fermée en 1695. On trouve des vestiges de citerne, d'une tour de vigie (signalée sur la carte Cassini).
Au XIXe siècle, propriété du Ministère de la guerre, l'île est fréquentée par des pêcheurs. Elle est finalement louée à des particuliers vers les années 1880. À différentes époques, au XIXe, mais aussi dans les années 1950, l'île semble avoir été utilisée comme lieu d'accostage pour des contrebandiers. Vers 1860, les sablières sont exploitées et vidées, pour fournir en sable les travaux de Marseille.
Pendant la Seconde Guerre mondiale, l'île fut fortifiée par les Allemands qui y installèrent plusieurs batteries.
En 1964, un homme découvrit un squelette enterré sur l'île. En 2004, le journal La Provence publia un article qui annonça que le squelette retrouvé pourrait être celui de l'écrivain et pilote Antoine de Saint-Exupéry, qui disparut le 31 juillet 1944. Des restes de son avion furent découverts en 1998 à proximité de l'île. Des analyses ADN déterminèrent cependant que le squelette était celui d'Alexis von Bentheim, un pilote de la Luftwaffe abattu au dessus de Marseille le 2 décembre 1943 à 22 ans.
Les îles sont propriété de l’État (Marine nationale) jusqu'à leur rachat par le Conservatoire du littoral en 1992. L'accès à Riou est limité à quelques plages accessibles par bateau de plaisance ; aucune exploitation commerciale n'est autorisée. Elle n'est plus visitée que pour l'éthologie marine et la plongée sous-marine.

### Protection du site
L’archipel de Riou, situé au sud du massif des Calanques, est propriété du Conservatoire du littoral. Sa gestion a été confiée dès 1993 au CEN PACA. La partie terrestre du site est classée en réserve naturelle nationale par un décret ministériel du 22 août 2003.
Ce classement a permis d’obtenir un renforcement de la protection juridique du site, adapté aux objectifs de conservation du patrimoine naturel. La réglementation cantonne le débarquement des plaisanciers sur quelques secteurs littoraux accessibles sur les îles de Riou, Plane et Jarre.
Le classement en réserve naturelle nationale a été abrogé le 1er novembre 2013 car l'Archipel de Riou est maintenant intégré au Parc national des Calanques.

## Patrimoine

### Flore

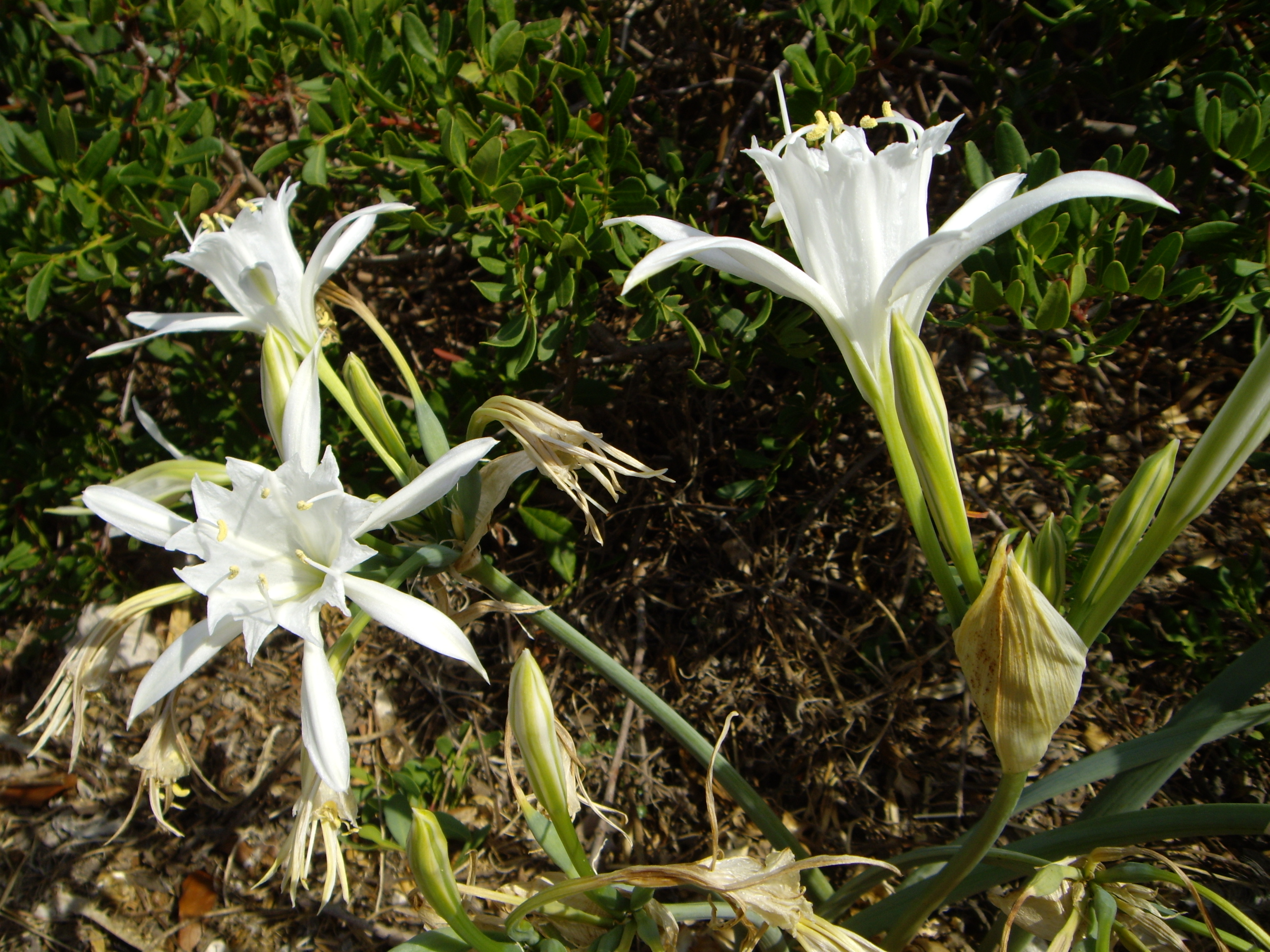
Lis maritime (Pancratium maritimum) sur l'île

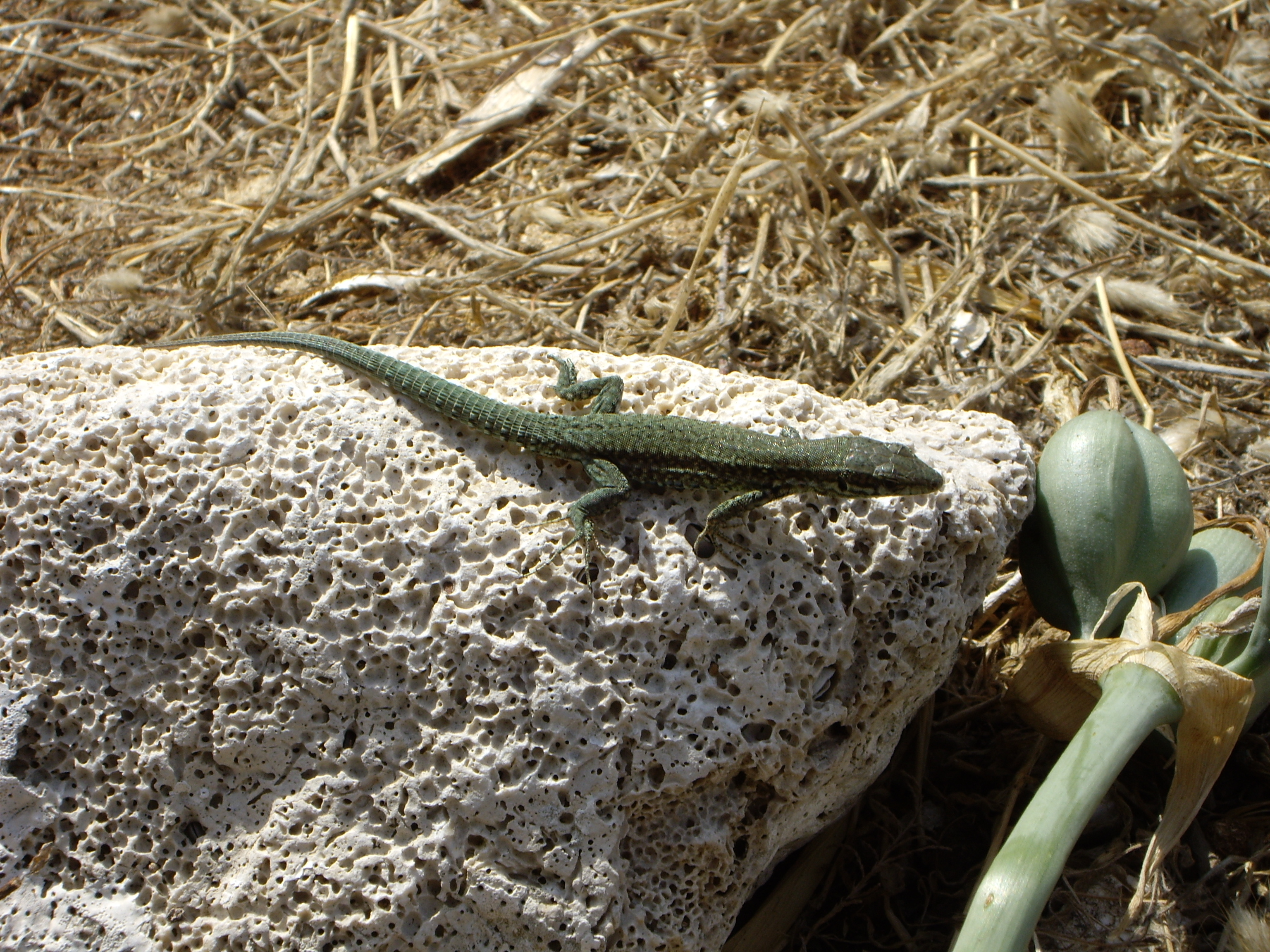
Lézard de l'ïle (Podarcis)

Plus de 320 espèces végétales ont été recensées sur l'île dont 18 protégées par la loi.

### Faune
Parmi les espèces présentes sur l'île, on trouve notamment le phyllodactyle d'Europe et le lézard des murailles. De nombreuses espèces d'oiseaux dont trois protégées : le puffin cendré (un tiers de la population française), le puffin de Méditerranée et l'océanite tempête.
On recense là le seul site de reproduction français avec la Corse pour le Cormoran huppée de Méditerranée.
Sur l'île, les espèces mammifères sont rares. Les espèces invasives de rat noir et de lapin pullulent. On trouve aussi des espèces autochtones : la Musaraigne des jardins et le Molosse de Cestoni.

### Patrimoine sous-marin

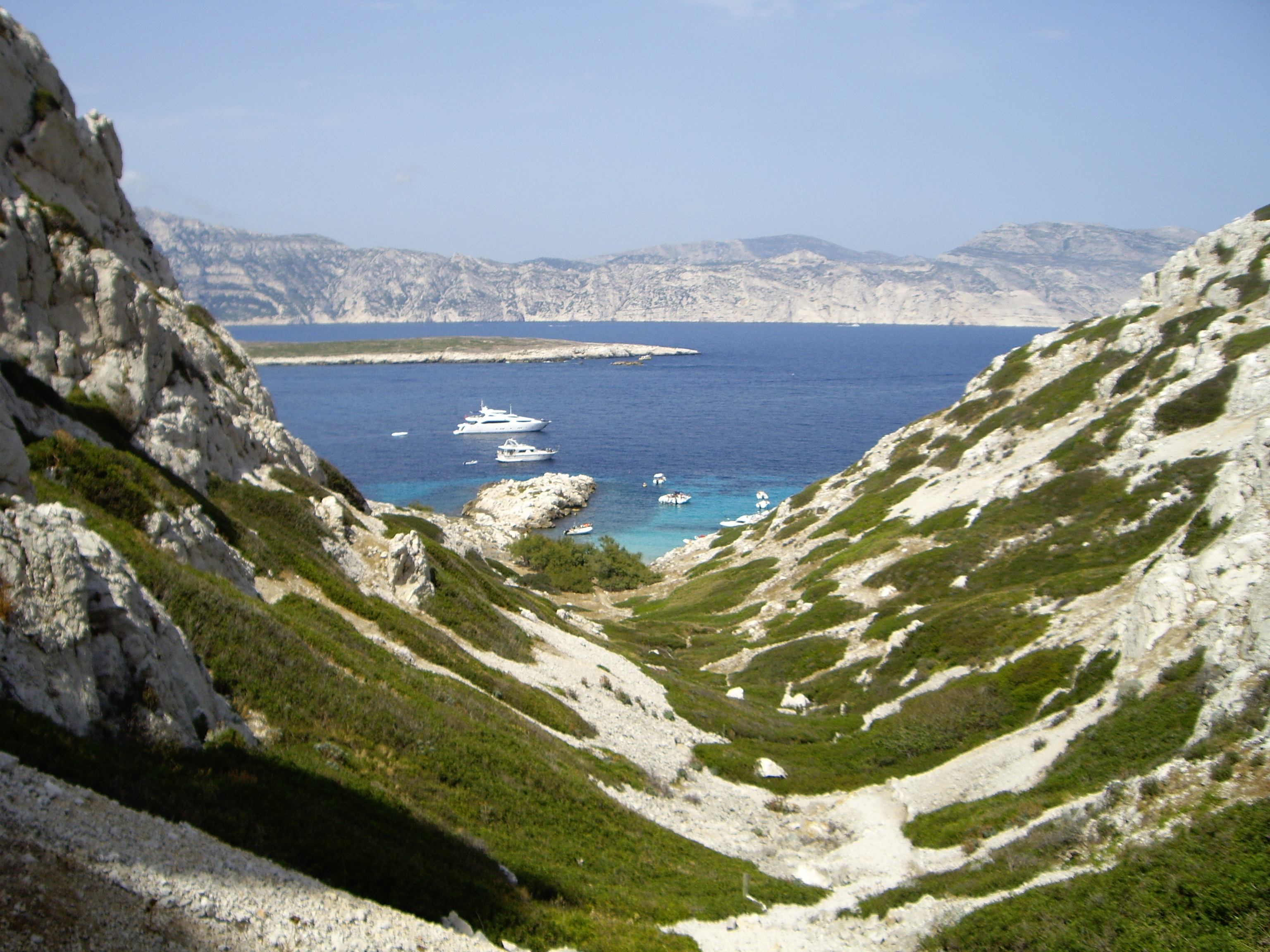
Vue de la côte des Calanques depuis le col de la Culatte

Le site est un haut-lieu de l'archéologie sous-marine.

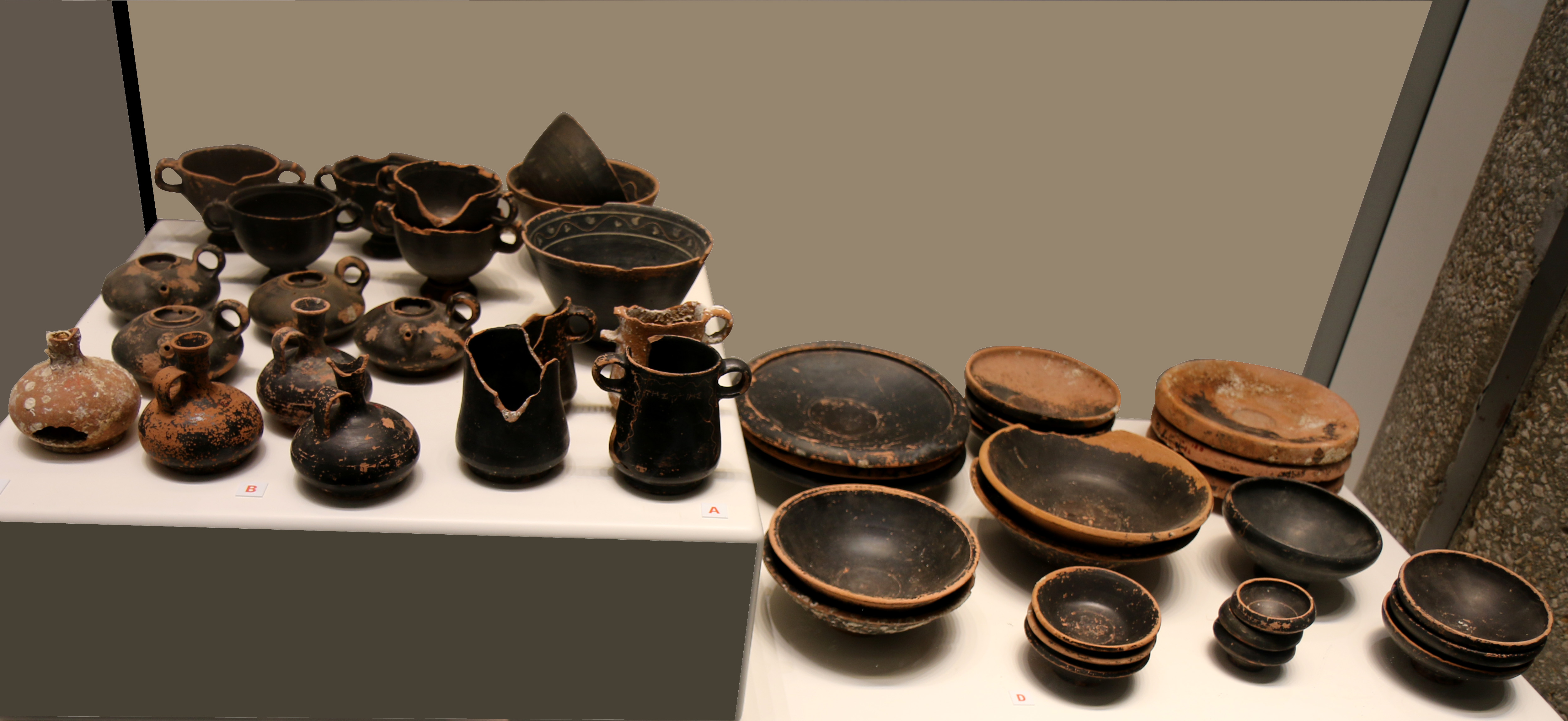
Céramiques campaniennes

Proche de l'îlot du Grand Congloué, les premières amphores gréco-italiques sont remontées accidentellement par des pêcheurs en 1936. En 1948, Jacques-Yves Cousteau rend visite à Christianini, un plongeur marseillais victime d'un accident de décompression. Ce dernier lui parle d'une plongée au cours de laquelle il a aperçu de nombreux "vases". En conséquence, à partir de 1952, le commandant Cousteau, à bord de la Calypso, entreprend des fouilles archéologiques sur le site. Il s'agit des premières recherches sous-marines suivies et dirigées depuis la surface,. Au cours de cinq campagnes de fouille, Fernand Benoît recense des centaines d'amphores de type Dressel 1, des céramiques campaniennes et des amphores grecques et gréco-italiques,,. Grâce à ces vestiges, Luc Long a pu déterminer qu'il s'agit des cargaisons de deux épaves distinctes ; ce fait initialement débattu a finalement été accepté dans les années 1980. Ainsi, l'épave du Grand-Congloué 1, dont la cargaison était composée d'amphores gréco-italiques et de céramiques campaniennes, est datée au début du IIe siècle av. J.-C. et l'épave du Grand-Congloué 2, quant à elle, comprenant les amphores Dressel 1, date de la fin du IIe siècle av. J.-C. et du début du Ier siècle av. J.-C.. Dans les deux cas, les amphores contenaient du vin. Il apparaît que les amphores de l'épave la plus ancienne provenaient majoritairement du Latium ou de Campanie mais aussi, en moindre proportion, de Rhodes et de Cnide alors que la cargaison du second bateau trouve son origine en Étrurie dans la région de Cosa. Aujourd'hui, le chargement d'amphores des deux épaves est exposé au Musée des docks romains à Marseille et, avec l'accord du DRASSM, 250 amphores ont été réimmergées à l'initiative de Richard Rech, président d'un club de plongée marseillais.

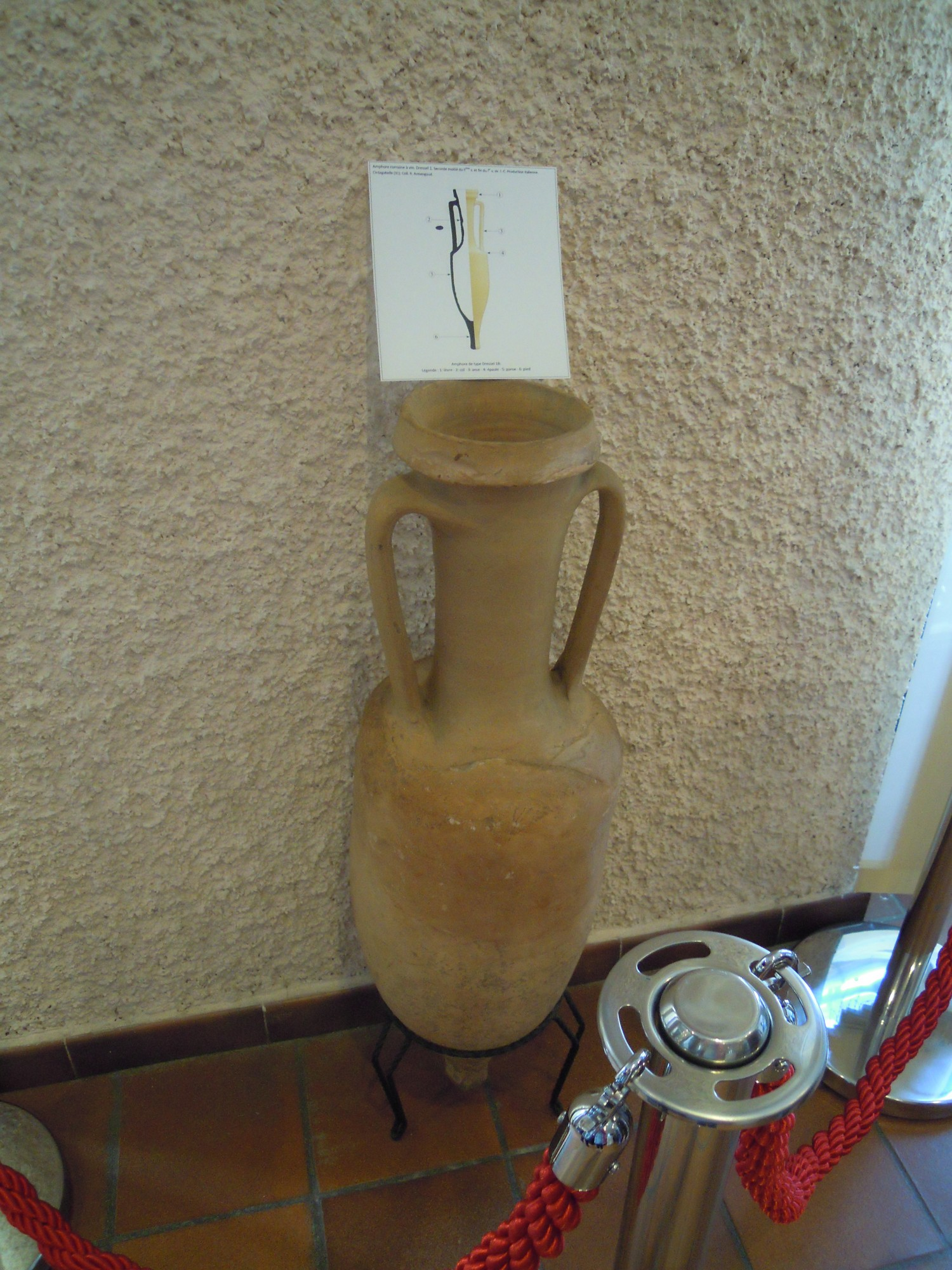
Amphore Dressel 1

C'est à l'est de cette île qu'ont été retrouvés les restes de l'avion P-38 d'Antoine de Saint-Exupéry par Luc Vanrell.
Non loin, le pilote allemand Alexis von Bentheim (de) avait sauté de son Messerschmitt Bf 109, le 2 décembre 1943 : son corps fut enseveli au Riou avant d'être découvert en 1964.